# Vercel (Unternehmen)
Vercel Inc., ehemals ZEIT, ist ein US-amerikanischer Cloud-Anbieter, der Platform-as-a-Service-Dienstleistungen anbietet. Das Unternehmen entwickelt darüber hinaus das quelloffene Webframework Next.js.

## Geschichte
Vercel wurde 2015 von Guillermo Rauch als ZEIT gegründet. Im April 2020 nannte sich das Unternehmen in Vercel um, behielt jedoch das Dreieck als Logo.
Im April 2020 sammelte das Unternehmen in einer ersten Finanzierungsrunde (Series A) einen Betrag von 21 Millionen US-Dollar ein.
Zwischen Dezember 2020 und Mai 2024 folgten vier weitere Kapitalrunden (Series B bis E), über welche insgesamt ein Betrag von weiteren 542 Millionen US-Dollar eingesammelt wurde, bei einer Bewertung von 3,25 Milliarden US-Dollar in der Series E Finanzierungsrunde.
Am 9. Dezember 2021 gab Vercel bekannt, dass sie Turborepo erworben haben, der Entwickler des gleichnamigen Build-Systems für Monorepos.
Am 25. Oktober 2022 folgte die Übernahme von Splitbee.

## Architektur
Zur Bereitstellung von Web-Applikationen auf der Plattform von Vercel stellen Nutzer diese zunächst in einem Git-Repository bereit. Unterstützt werden Repositories auf GitHub, GitLab und Bitbucket. Bei Änderungen am Repository wird anschließend automatisch eine Bereitstellung der Applikation in einer vom Nutzer definierten Umgebung vorgenommen. Standardweise werden Nutzeranwendungen auf einer Subdomain unter vercel.app bereitgestellt, Vercel bietet jedoch auch die Verwendung von eigenen Domains an.
Vercel betreibt seine Infrastruktur auf Servern der Cloud-Computing-Anbieter Amazon Web Services und CloudFlare.

## Nutzung
Die Dienstleistungen von Vercel werden von zahlreichen Unternehmen zur weltweiten Bereitstellung von Web-Anwendungen genutzt. Dazu gehören unter anderem IBM, Uber, GitHub, Walmart, Target, Nike und McDonald’s.